# Futbol'nyj Klub Lokomotiv Moskva 2017-2018
Questa voce raccoglie le informazioni riguardanti la Lokomotiv Moskva nelle competizioni ufficiali della stagione 2017-2018.

## Maglie e sponsor
Lo sponsor tecnico per la stagione 2017-2018 è Adidas.
|  | Casa |  | Trasferta |  | Terza maglia |

## Rosa

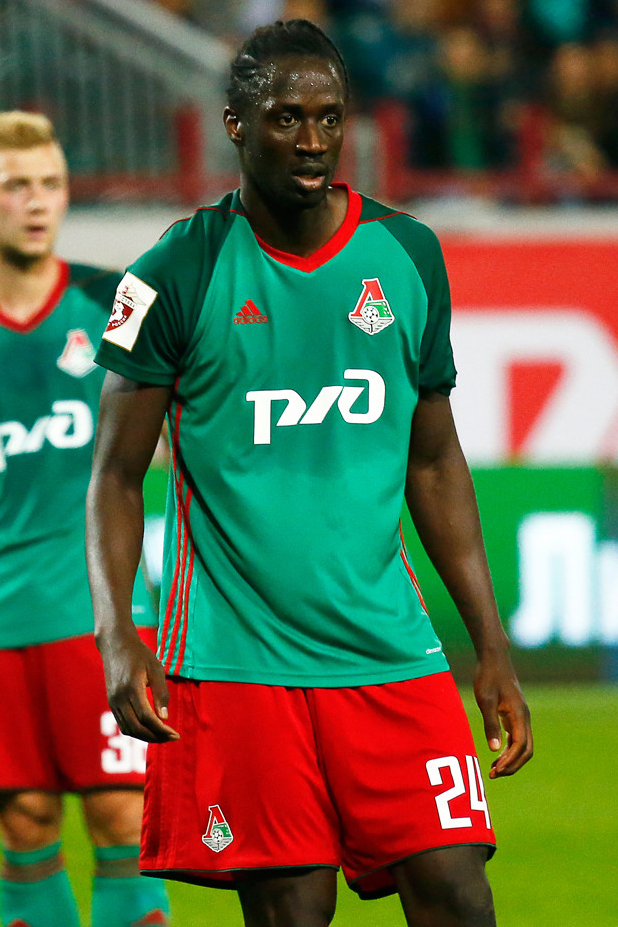
Éder durante la partita casalinga contro l'Amkar Perm'

| N. |                       | Ruolo | Calciatore                |
| -- | --------------------- | ----- | ------------------------- |
| 1  | Russia (bandiera)     | P     | Guilherme                 |
| 3  | Russia (bandiera)     | D     | Timofej Margasov          |
| 4  | Portogallo (bandiera) | C     | Manuel Fernandes          |
| 5  | Serbia (bandiera)     | D     | Nemanja Pejčinović        |
| 8  | Perù (bandiera)       | A     | Jefferson Farfán          |
| 9  | Brasile (bandiera)    | A     | Ari                       |
| 11 | Russia (bandiera)     | C     | Alan Kasaev               |
| 13 | Russia (bandiera)     | A     | Aršak Korjan              |
| 14 | Croazia (bandiera)    | D     | Vedran Ćorluka (capitano) |
| 17 | Ucraina (bandiera)    | D     | Taras Mychalyk            |
| 18 | Russia (bandiera)     | C     | Aleksandr Kolomejcev      |
| 20 | Russia (bandiera)     | C     | Vladislav Ignat'ev        |
| 23 | Russia (bandiera)     | C     | Dmitrij Tarasov           |

| N. |                       | Ruolo | Calciatore         |
| -- | --------------------- | ----- | ------------------ |
| 24 | Portogallo (bandiera) | A     | Éder               |
| 27 | Russia (bandiera)     | C     | Igor' Denisov      |
| 28 | Finlandia (bandiera)  | D     | Boris Rotenberg    |
| 29 | Uzbekistan (bandiera) | D     | Vitalij Denisov    |
| 30 | Russia (bandiera)     | P     | Nikita Medvedev    |
| 31 | Polonia (bandiera)    | C     | Maciej Rybus       |
| 33 | Georgia (bandiera)    | D     | Solomon Kvirkvelia |
| 36 | Russia (bandiera)     | C     | Dmitrij Barinov    |
| 41 | Russia (bandiera)     | P     | Miroslav Lobancev  |
| 57 | Russia (bandiera)     | A     | Artëm Galadžan     |
| 59 | Russia (bandiera)     | C     | Aleksej Mirančuk   |
| 60 | Russia (bandiera)     | C     | Anton Mirančuk     |
| 77 | Russia (bandiera)     | P     | Anton Kočenkov     |

## Risultati

### Prem'er-Liga

#### Girone di andata
| Arbitro: | Sukhoy |

|                |           |  |
| Kvirkvelia 57’ | Marcatori |  |

| Arbitro: | Karasëv |

|             |           |                                |
| Vitinho 42’ | Marcatori | 23’ Farfán 66’ Ari 74’ Tarasov |

| Arbitro: | Galimov |

|                  |           |  |
| M. Fernandes 81’ | Marcatori |  |

| Arbitro: | Lapochkin |

|                  |           |  |
| Al. Mirančuk 75’ | Marcatori |  |

| Arbitro: | Sukhoy |

|                         |           |                  |
| Žemaletdinov 62’ (rig.) | Marcatori | 90+1’ Kvirkvelia |

| Arbitro: | Kulikov |

|  |           |                                        |
|  | Marcatori | 51’ (aut.) Kvirkvelia 90+5’ Zabolotnyj |

| Arbitro: | Eskov |

|                                          |           |                                                                |
| Glušakov 30’ L. Adriano 43’ Promes 90+2’ | Marcatori | 48’ Barinov 68’ Al. Mirančuk 83’ Kolomejcev 90+1’ M. Fernandes |

| Arbitro: | Moskalev |

|                             |           |                      |
| Farfán 21’ Al. Mirančuk 56’ | Marcatori | 32’ (aut.) Guilherme |

| Arbitro: | Bezborodov |

|               |           |                    |
| Ravanelli 84’ | Marcatori | 55’ (aut.) Rodolfo |

| Arbitro: | Levnikov |

|  |           |              |
|  | Marcatori | 1’ Gaščenkov |

| Arbitro: | Galimov |

|  |           |            |
|  | Marcatori | 90+3’ Éder |

| Arbitro: | Karasëv |

|                                            |           |  |
| M. Fernandes 24’ Éder 33’ Al. Mirančuk 58’ | Marcatori |  |

| Arbitro: | Sukhoy |

|            |           |  |
| Igboun 76’ | Marcatori |  |

| Arbitro: | Lapochkin |

|                                   |           |  |
| Al. Mirančuk 25’ M. Fernandes 85’ | Marcatori |  |

| Arbitro: | Meshkov |

|  |           |                                  |
|  | Marcatori | 58’, 69’ Farfán 77’ Al. Mirančuk |

#### Girone di ritorno
| Arbitro: | Karasëv |

|                                   |           |                        |
| An. Mirančuk 14’ M. Fernandes 87’ | Marcatori | 28’ Vitinho 43’ Natkho |

| Arbitro: | Sukhoy |

|  |           |                  |
|  | Marcatori | 43’ Al. Mirančuk |

| Arbitro: | Galimov |

|             |           |                                 |
| Fedotov 17’ | Marcatori | 15’ (aut.) Čerevko 90+3’ Farfán |

| Arbitro: | Lapochkin |

|            |           |  |
| Farfán 87’ | Marcatori |  |

| Arbitro: | Chistyakov |

|            |           |                          |
| Trujić 69’ | Marcatori | 19’, 73’ Farfán 54’ Éder |

| Mosca 4 marzo 2018, ore 14:30 MSK 21ª giornata | Lokomotiv Mosca | 0 – 0 referto | Spartak Mosca | RZD Arena (21 750 spett.)\| Arbitro: \| Vilkov \| |
| Arbitro:                                       | Vilkov          |               |               |                                                   |

| Arbitro: | Moskalev |

|  |           |                                          |
|  | Marcatori | 11’ An. Mirančuk 15’ (rig.) M. Fernandes |

| Mosca 18 aprile 2018, ore 18:30 MSK 23ª giornata | Lokomotiv Mosca | 0 – 0 referto | Achmat Groznyj | RZD Arena (10 075 spett.)\| Arbitro: \| Moskalev \| |
| Arbitro:                                         | Moskalev        |               |                |                                                     |

| Arbitro: | Lapochkin |

|                         |           |                         |
| Olanare 48’ (rig.), 59’ | Marcatori | 16’ (rig.) M. Fernandes |

| Arbitro: | Turbin |

|            |           |  |
| Farfán 47’ | Marcatori |  |

| Arbitro: | Eskov |

|  |           |                                             |
|  | Marcatori | 3’, 72’ An. Mirančuk 42’ Farfán 58’ Tarasov |

| Mosca 22 aprile 2018, ore 18:00 MSK 27ª giornata | Lokomotiv Mosca | 0 – 0 referto | Ufa | RZD Arena (10 821 spett.)\| Arbitro: \| Galimov \| |
| Arbitro:                                         | Galimov         |               |     |                                                    |

| Arbitro: | Vilkov |

|                        |           |  |
| Smolov 67’ (rig.), 68’ | Marcatori |  |

| Arbitro: | Ivanov |

|          |           |  |
| Éder 87’ | Marcatori |  |

| Arbitro: | Turbin |

|                            |           |  |
| Dzjuba 29’ Berchamov 90+1’ | Marcatori |  |

### Coppa di Russia
| Arbitro: | Vladimirovich |

|                                                  |           |                                   |
| Bashkirov 51’ Pejčinović 84’ (aut.) Klënkin 108’ | Marcatori | 76’ Al. Mirančuk 90+2’ Kvirkvelia |

### Europa League

#### Fase a gironi
| Copenaghen 14 settembre 2017, ore 19:00 CEST Gruppo F – 1ª giornata | Copenaghen | 0 – 0 referto | Lokomotiv Mosca | Telia Parken (17 285 spett.)\| Arbitro: \| Göçek \| |
| Arbitro:                                                            | Göçek      |               |                 |                                                     |

| Arbitro: | Evans |

|                                 |           |  |
| M. Fernandes 2’ (rig.), 6’, 17’ | Marcatori |  |

| Arbitro: | Vad |

|               |           |                  |
| Badibanga 31’ | Marcatori | 17’ An. Mirančuk |

| Arbitro: | Delferière |

|            |           |                            |
| Farfán 26’ | Marcatori | 41’ Badibanga 58’ Brezovec |

| Arbitro: | Estrada Fernández |

|                 |           |            |
| Farfán 17’, 51’ | Marcatori | 31’ Verbič |

| Arbitro: | Kalkavan |

|  |           |                             |
|  | Marcatori | 70’ Al. Mirančuk 75’ Farfán |

#### Fase a eliminazione diretta
| Arbitro: | Kovács |

|                          |           |                                   |
| Balotelli 4’, 28’ (rig.) | Marcatori | 45’ (rig.), 69’, 77’ M. Fernandes |

| Arbitro: | Královec |

|             |           |  |
| Denisov 30’ | Marcatori |  |

| Arbitro: | Kehlet |

|                                   |           |  |
| Saúl 22’ Diego Costa 47’ Koke 90’ | Marcatori |  |

| Arbitro: | Soares Dias |

|           |           |                                                             |
| Rybus 20’ | Marcatori | 16’ Correa 47’ Saúl 65’ (rig.), 70’ F. Torres 85’ Griezmann |

### Supercoppa di Russia
| Arbitro: | Bezborodov (San Pietroburgo) |

|                             |           |                   |
| L. Adriano 101’ Promes 113’ | Marcatori | 116’ M. Fernandes |

## Statistiche

### Statistiche di squadra
| Competizione         | Punti | In casa | In casa | In casa | In casa | In casa | In casa | In trasferta | In trasferta | In trasferta | In trasferta | In trasferta | In trasferta | Totale | Totale | Totale | Totale | Totale | Totale | DR  |
| Competizione         | Punti | G       | V       | N       | P       | Gf      | Gs      | G            | V            | N            | P            | Gf           | Gs           | G      | V      | N      | P      | Gf     | Gs     | DR  |
| -------------------- | ----- | ------- | ------- | ------- | ------- | ------- | ------- | ------------ | ------------ | ------------ | ------------ | ------------ | ------------ | ------ | ------ | ------ | ------ | ------ | ------ | --- |
| Prem'er-Liga         | 60    | 15      | 9       | 4       | 2       | 15      | 6       | 15           | 9            | 2            | 4            | 26           | 15           | 30     | 18     | 6      | 6      | 41     | 21     | +20 |
| Coppa di Russia      | -     | 0       | 0       | 0       | 0       | 0       | 0       | 1            | 0            | 0            | 1            | 2            | 3            | 1      | 0      | 0      | 1      | 2      | 3      | -1  |
| Europa League        | 11    | 5       | 3       | 0       | 2       | 8       | 8       | 5            | 2            | 2            | 1            | 6            | 6            | 10     | 5      | 2      | 3      | 14     | 14     | 0   |
| Supercoppa di Russia | -     | -       | -       | -       | -       | -       | -       | -            | -            | -            | -            | -            | -            | 1      | 0      | 0      | 1      | 1      | 2      | -1  |
| Totale               | -     | 20      | 12      | 4       | 4       | 23      | 14      | 21           | 11           | 4            | 6            | 34           | 24           | 42     | 23     | 8      | 11     | 58     | 40     | +18 |